# Antrophyum jenmanii
Antrophyum jenmanii là một loài dương xỉ trong họ Pteridaceae. Loài này được Benedict mô tả khoa học đầu tiên năm 1907.